# Higinio Atilio López Riveros
Higinio Atilio López Riveros (Villarrica, 5 de febrer de 1925 - 14 de juliol de 2016) fou un futbolista paraguaià de la dècada de 1950.

## Trajectòria
López formà part de la selecció del Paraguai que participà en la Copa del Món de futbol de 1950 i al Campionat Sud-americà de 1953, en el qual Paraguai fou campió. Pel que fa a clubs, fou un autèntic rodamón, perquè jugà a Nacional i Club Guaraní del Paraguai, Boca Juniors de Cali de Colòmbia, Atlético de Madrid d'Espanya, Atlético Chalaco del Perú, i Atahualpa i Aucas de l'Equador.
Després de la seva retirada com a jugador es convertí en entrenador. Entre els equips que dirigí hi ha Sportivo Luqueño, Guaraní i Club Libertad.

## Palmarès
- Lliga paraguaiana de futbol:
  - 1949
- Lliga equatoriana de futbol:
  - 1959
- Copa Amèrica de futbol:
  - 1953